# Paulo Cárdenas
Paulo César Cárdenas Riquelme (Rancagua, Chile, 14 de enero de 1988) es un ex-futbolista chileno. Jugaba como delantero.

## Clubes
| Club                | País  | Año       |
| ------------------- | ----- | --------- |
| O'Higgins           | Chile | 2006-2007 |
| Colchagua           | Chile | 2007-2008 |
| Trasandino          | Chile | 2009-2010 |
| Magallanes          | Chile | 2011-2013 |
| Unión Española      | Chile | 2013-2014 |
| Deportes Pintana    | Chile | 2014-2015 |
| Curicó Unido        | Chile | 2015-2016 |
| San Antonio Unido   | Chile | 2016-2017 |
| Deportes Melipilla  | Chile | 2017-2019 |
| Deportes Santa Cruz | Chile | 2019      |